# フランク・ランパード
フランク・ランパード（Frank James Lampard Jr. OBE, 1978年6月20日 - ）は、イングランド・ロンドン出身の元サッカー選手、現サッカー指導者。元イングランド代表。現役時代のポジションはミッドフィールダー。愛称はランプス。
ダブルボランチの一角ながら高い得点能力を誇り、チェルシーFCにおける歴代最多得点記録の保持者である。13シーズン所属したチェルシーでは、3度のプレミアリーグ優勝、クラブ初のUEFAチャンピオンズリーグ優勝に中心選手として大きく貢献した。

## クラブ経歴

### 少年期
1978年6月20日、フランク・ランパード・シニアの息子として生まれる。裕福な家庭に育ち、学業も優秀であった。一般に0.1%しかいないと言われる150を超えるIQの持ち主である。またクリケットでも地元の代表チームに選抜されている。パブリックスクールであるブレントウッド・スクールを卒業。

### プロとしてのキャリア

#### ウエストハム

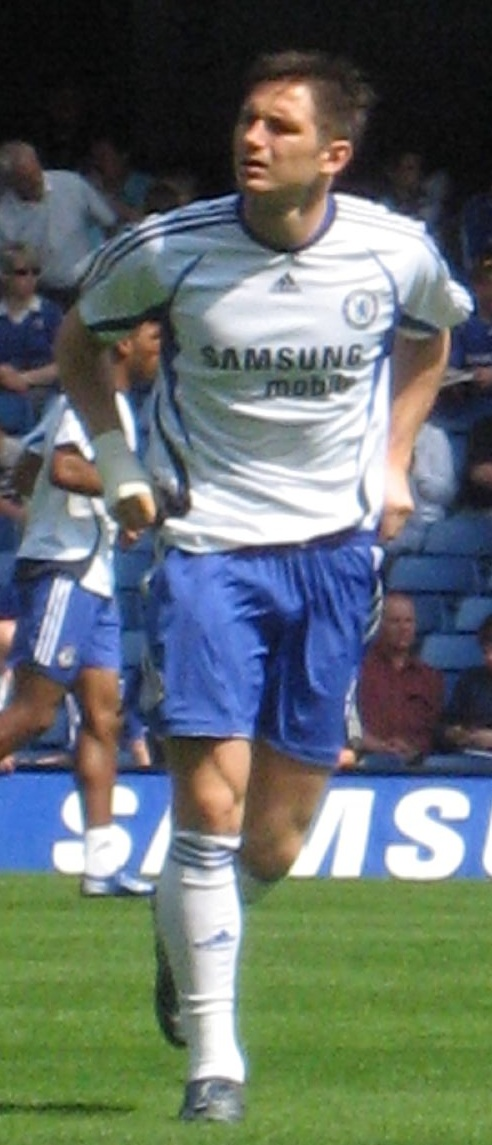
チェルシーでのランパード（2007年）

1995年にウェストハムでプロ生活を始める。その後スウォンジー・シティにレンタル移籍する。復帰後はあまり活躍できずにいたが徐々に頭角を現し、1998-99シーズンは全試合に出場する。1999年にイングランド代表に招集され着実に成長していく。しかし、ウェストハムでは数シーズンに渡って経験を積むが、伯父のハリー・レドナップが監督、父親のフランク・ランパード・シニアがコーチであったために、調子が悪い時には批判の対象となっていた。ファンから愛されず、またレドナップ、フランク・シニアが不明確な理由でクラブから解雇されてしまい、自身の環境転換の為に2001年夏に移籍金1100万ポンドでチェルシーへ移籍。

#### チェルシー
2005年にはバロンドール、FIFA最優秀選手賞共にロナウジーニョに次ぐ第2位の得票数を獲得。
イングランド代表GKのディビッド・ジェームスが保持していたプレミアリーグの連続試合出場記録を更新。2005年12月28日、マンチェスター・シティ戦でウィルス性疾患のため欠場するまで、164試合連続出場という記録を残した。
モウリーニョ監督の「国内選手にクラブを引っ張ってほしい」との方針から、チェルシーでは副キャプテンを務める。2006-07シーズンは故障がちなジョン・テリーに代わって、多くの試合でキャプテンマークを巻いた。
2008年5月21日にルジニキ・スタジアムで行われたマンチェスター・ユナイテッドとのUEFAチャンピオンズリーグ2007-08決勝では、45分に同点ゴールを決めた。しかし、チームはPK戦で敗れ、初優勝を逃した。2008年のシーズンオフにはモウリーニョ率いるインテルへの移籍が噂されたが、最終的にはチェルシー残留を選んで5年契約を結び、チェルシーでキャリアを終える意向を明らかにした。
2010年3月27日のアストン・ヴィラ戦で4得点を記録し、チェルシーでのプレミアリーグ通算100得点を達成した。2009-10シーズンはMFのプレミアリーグ史上最多得点となる22得点を挙げ、5年連続でシーズン20得点を記録。チェルシーの4シーズンぶりのプレミアリーグ制覇に貢献した。
2012年4月9日に行われたフラム戦で1得点を挙げ、このゴールでプレミアリーグ通算150得点を記録。これはプレミアリーグのミッドフィールダーでは史上初の記録である。また、2月26日に行われたボルトン戦の得点でプレミアリーグ連続2桁得点記録を9に伸ばしている。2012年4月18日にスタンフォード・ブリッジで行われたUEFAチャンピオンズリーグ準決勝FCバルセロナ戦1stレグでは、ラミレスへのパスを通しこれがディディエ・ドログバの決勝点の起点となった。4月24日の2ndレグでは、2-0とリードされた前半ロスタイムにマスチェラーノのプレスを弾き飛ばしラミレスへ絶妙なアシストを決め、決勝進出へ大きく貢献した。5月19日にアリアンツ・アレーナで行われたUEFAチャンピオンズリーグ2011-12決勝では、出場停止のジョン・テリーに代わりキャプテンマークを巻いた。PK戦の末にバイエルン・ミュンヘンを破り、悲願のビッグイヤーを掲げた。自身もPK戦では3人目のキッカーを務め、成功させている。
2013年2月2日のニューカッスル戦でプレミアリーグ10季連続2桁得点を達成。3月17日のウェストハム戦では、チェルシーでの通算200得点目を記録。さらに5月11日のアストン・ヴィラ戦で2得点を決め、チェルシー歴代最多得点記録となる通算203得点を達成した。このシーズンはUEFAヨーロッパリーグ優勝を果たした。
2014年4月2日のパリSG戦でチャンピオンズリーグ出場100試合を達成、4月5日、ストーク戦でチェルシーでの250ゴールを達成した。2014年6月、2013-14シーズン限りで13年間所属したチェルシーを退団する事を発表。

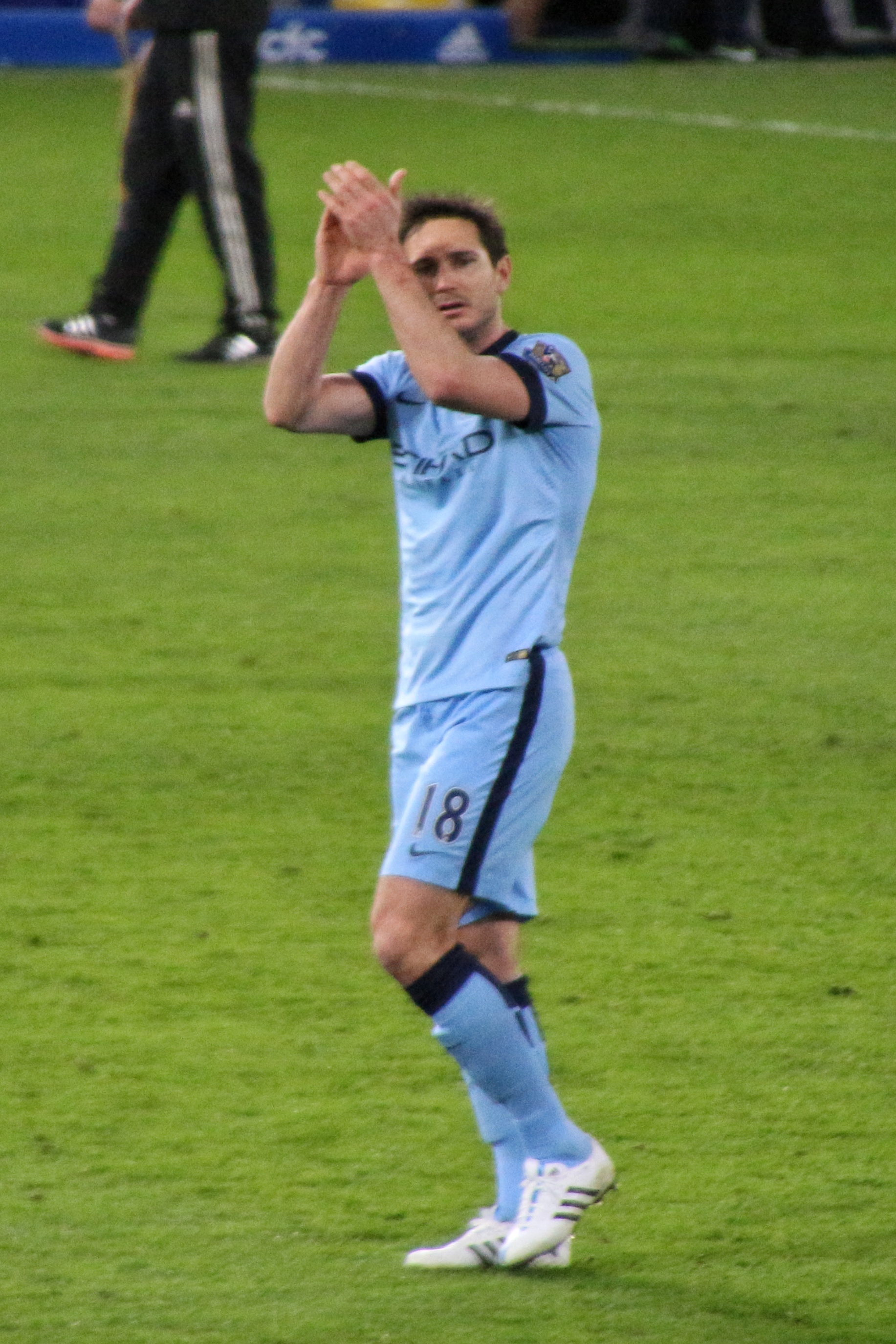
ランパードはマンチェスター・シティFCでプレミアリーグでの生活を締めくくった。（2015年）

2014年7月24日、2015年からメジャーリーグサッカーに創設されるニューヨーク・シティFCへの加入が決定。

#### マンチェスター・シティ
8月5日にマンチェスター・シティFCへシーズン開幕までの間、レンタル移籍することが発表された。
2014年9月13日、エミレーツ・スタジアムでのアーセナル戦に先発し、移籍後初出場。前半のみでの途中交代となった。9月21日に行われたチェルシー戦では途中出場し、貴重な同点ゴールをあげたが、古巣への敬意から喜びの表情は見せなかった。
2014年12月31日、マヌエル・ペレグリーニ監督の希望より、ニューヨークシティFCと本人とのシーズン終了までのレンタル延長が合意した。2015年1月8日、ニューヨーク・シティと契約を交わした上で、レンタルの形でマンチェスター・シティに加わったとされていたが、プレミアリーグの出した声明により、ランパードはニューヨーク・シティと契約を交わしていなかったことが明らかになった。夏の移籍市場で正式にニューヨークシティFCの移籍が決定した。
2015年3月15日、バーンリー戦でプレミアリーグ600試合出場を達成、5月24日、リーグ最終節のサウサンプトンFC戦ではキャプテンとしてプレーしプレミアリーグ177点目となるゴールを決め77分までプレーした。シティではトータル38試合8ゴールの成績を残した。2015年6月、大英帝国勲章OBEを受ける。

#### ニューヨーク・シティ
2016年7月31日のコロラド・ラピッズ戦でニューヨーク・シティの選手として初めてとなるハットトリックを成し遂げた。2016年11月14日、2016年シーズンの契約満了をもって、ニューヨーク・シティを退団することを発表。
2017年2月2日、自身のFacebookで現役を引退することを発表した。ラストシーズンは19試合に出場し13ゴール3アシストを決めた。

## 代表経歴
1999年10月10日のベルギー戦でデビューを果たす。デビュー後しばらくは目立った活躍をすることはできず、2002年の日韓ワールドカップではメンバー選考から外れた。しかし、チェルシーの躍進と共に自身もコンスタントに出場機会を得るようになると、EURO2004ではレギュラーとして出場し、準々決勝で敗退するが、自身は3得点を挙げ、大会ベスト11にも選出された。
2006年ドイツワールドカップ予選では5得点を挙げ、イングランドの本大会出場に貢献。
2010年南アフリカワールドカップ決勝トーナメント1回戦の対ドイツ戦では、1点リードされて迎えた前半38分に放ったシュートがクロスバーに当たりゴールラインを越えたがゴールと認められず、1-4でイングランドは敗戦。「幻の同点ゴール」と言われ、科学的な判定の導入を求めた。イングランドは1966年イングランドワールドカップ決勝戦で起こった「疑惑のゴール」とは逆の「誤審」を味わうこととなり、英メディアの憤激を呼び起こした他、たまたま開催中だった2010年サミットの合間に共にテレビ観戦していたアンゲラ・メルケル独首相がデーヴィッド・キャメロン英首相に謝罪する一幕もあった。2014年8月26日、代表引退を表明した。ランパードは、「代表引退を決めた。ワールドカップ以降、深く考えてきたし、すごくタフな決断だった。国を代表することはいつも、すごく誇らしいことだったし、振り返れば、イングランドのシャツを着ている時はいつでも楽しかった」とコメントしている。

## 指導者経歴

### ダービー・カウンティ
2018年5月31日、ダービー・カウンティFCの監督に就任した。9月25日、EFLカップ3回戦で現役時代に指導を受けたモウリーニョ監督率いるマンチェスター・ユナイテッドと対戦し、PK戦の末勝利した。10月31日、EFLカップ4回戦で古巣のチェルシーに敗れた。このシーズン、リーグ戦を6位で終えて昇格プレーオフに進出した。リーズ・ユナイテッドとの昇格プレーオフ準決勝では、1stレグは0-1で敗れたものの2ndレグを4-2で勝利し決勝に進出した。決勝のアストン・ヴィラ戦は1-2で敗れ、プレミアリーグ昇格を逃した。シーズン終了後の6月25日、ダービーはチェルシーとランパード監督が交渉を行う許可をした。

### チェルシー
2019年7月4日、古巣であるチェルシーFCの監督に就任した。2019-20シーズン、リーグ戦では第4位にチームを導き、来季のチャンピオンズリーグ出場権を獲得した。しかし、2020-21シーズンは、カイ・ハフェルツやティモ・ヴェルナーなどを、総額2億4700万ユーロを費やし獲得しながらも、金額に見合う活躍をしているとは言えず、チームもリーグ戦19節消化時点で9位に沈むなど、成績不振に陥り、サポーターからランパードの解任を求める声が高まっていた。またマンチェスター・ユナイテッドFCの復活やエヴァートンFCやアストン・ヴィラFCなどの躍進にも押され、更にアントニオ・リュディガーやエンゴロ・カンテ、オリヴィエ・ジルーらとの確執も取り沙汰されていた。そして2021年1月24日のFAカップのルートン・タウンFC戦に勝利した翌日に、オーナーのロマン・アブラモヴィッチが、ランパードの解任を決断した。

### エヴァートン
1年間仕事から遠ざかっていたランパードは、2022年1月31日、プレミアリーグのエヴァートンFCの監督に就任した。エヴァートンFCは成績不振によりラファエル・ベニテスを解任、ランパード就任時には16位と、プレミア創設以来の降格危機に晒されていた。2021-22シーズン最終戦であり残留を掛けた試合となるクリスタル・パレスFC戦において、前半で0-2と厳しい状況に追い込まれるも、後半より攻撃的なフォーメーションをとって、逆転に成功。チームに勝利をもたらし、残留を決めた。ランパードはその夜を「キャリア最高の夜の1つ」と表現した。
しかし、翌 2022-23年シーズン、クラブは再び降格争いに巻き込まれ、11試合で1勝しかできず、1月にはリーグで19位となった。エヴァートンFCのオーナーのファルハド・モシリは、インタビューでこの状況にも関わらずクラブでのランパードの地位が安定していることを示唆した。しかし2023年1月23日、ウエストハムに2-0で敗戦した後、解任された。

### チェルシー再任
2023年4月6日、今シーズン終了までの暫定監督として、約2年ぶりにチェルシーFCに就任した。低迷に喘ぐチェルシーではすでにトーマス・トゥヘル、グレアム・ポッターを解任しており、チームの立て直しが期待されていた。就任後しばらくは1つも勝ち点を上げることができず、ほぼ唯一となるトロフィー獲得の希望であったチャンピオンズリーグ準々決勝（レアル・マドリード戦）2連敗を含む6連敗を喫した。またチームの順位も12位まで落とした。その後のボーンマス戦で再任後初勝利をあげ、連敗を阻止したものの、その後はチームを勝利に導くことはできず、2023年5月29日のシーズン最終戦をもって予定通り暫定監督を退任した。
2022-23シーズン、エヴァートンFC、チェルシーFCと指揮を執ったプレミアリーグの29試合では、4勝8分け17敗と厳しい1年を送ったランパードだが、今後も監督を続けていく意欲を示している。

### コヴェントリー・シティ
2024-25シーズン途中の11月末、解任されたマーク・ロビンズの後任としてコヴェントリー・シティFCの監督に就任した。

## プレースタイル
- 中盤を統率する司令塔[2]。4-2-3-1などのダブルボランチを主戦場としていたが[39]、戦術によってはアンカーのポジションを務めることがある[40]。
- 高精度のミドルシュートや職人技であるPKのほか、絶妙なタイミングで前線へ飛び込む場面は、その後もチェルシーで長く攻撃陣の黄金パターンとされてきた[41]。

## 私生活

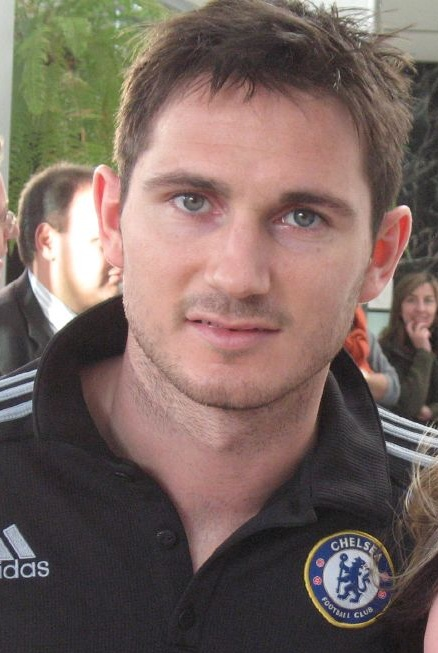
ランパード（2007年）

- 父のフランク・ランパード・シニアも元イングランド代表のサイドバックであるほか、叔父にサッカー監督のハリー・レドナップ、従兄弟に元イングランド代表MFジェイミー・レドナップがいる。
- スペイン出身のモデル、エレン・リベスと婚約し、長女と次女を儲けたが2008年に7年間続いた関係を解消した[42]。2011年6月にイギリス人テレビ司会者のクリスティン・ブレイクリー (Christine Bleakley) と婚約した[43]。

## エピソード
- 2008年4月、母親が病に倒れ、リーグ戦を欠場して看病にあたっていたランパードだったが、24日に母は他界。その精神的なショックから、30日のチャンピオンズリーグ準決勝2ndレグのリヴァプール戦を欠場するとの見方もされていたが、練習に復帰して気丈に振る舞うとクラブ初のファイナル進出をかけた重要な一戦に出場、先制点につながるスルーパスや、延長戦でのPKを決めるなど見事なパフォーマンスを見せた。PKを沈めた瞬間には左腕の袖下に隠していた喪章に口づけし、感極まった表情で天国の母にゴールを捧げた[44]。以降、ゴールを挙げた際には両手で空を指差すパフォーマンスを行っている。

## 個人成績

### クラブ
| クラブ                     | シーズン | リーグ         | リーグ | リーグ | FAカップ | FAカップ | EFLカップ | EFLカップ | 国際大会 | 国際大会 | その他 | その他 | 通算 | 通算 |
| クラブ                     | シーズン | ディビジョン   | 出場   | 得点   | 出場     | 得点     | 出場      | 得点      | 出場     | 得点     | 出場   | 得点   | 出場 | 得点 |
| -------------------------- | -------- | -------------- | ------ | ------ | -------- | -------- | --------- | --------- | -------- | -------- | ------ | ------ | ---- | ---- |
| ウェストハム・ユナイテッド | 1995-96  | プレミアリーグ | 2      | 0      | 0        | 0        | 0         | 0         | —        | —        | —      | —      | 2    | 0    |
| ウェストハム・ユナイテッド | 1996-97  | プレミアリーグ | 13     | 0      | 1        | 0        | 2         | 0         | —        | —        | —      | —      | 16   | 0    |
| ウェストハム・ユナイテッド | 1997-98  | プレミアリーグ | 31     | 5      | 6        | 1        | 5         | 4         | —        | —        | —      | —      | 42   | 10   |
| ウェストハム・ユナイテッド | 1998-99  | プレミアリーグ | 38     | 5      | 1        | 0        | 2         | 1         | —        | —        | —      | —      | 41   | 6    |
| ウェストハム・ユナイテッド | 1999-00  | プレミアリーグ | 34     | 7      | 1        | 0        | 4         | 3         | 10       | 4        | —      | —      | 49   | 14   |
| ウェストハム・ユナイテッド | 2000-01  | プレミアリーグ | 30     | 7      | 4        | 1        | 3         | 1         | —        | —        | —      | —      | 37   | 9    |
| ウェストハム・ユナイテッド | 通算     | 通算           | 148    | 24     | 13       | 2        | 16        | 9         | 10       | 4        | —      | —      | 187  | 39   |
| スウォンジー・シティ       | 1995-96  | ディビジョン2  | 9      | 1      | —        | —        | —         | —         | —        | —        | 2      | 0      | 11   | 1    |
| チェルシー                 | 2001-02  | プレミアリーグ | 37     | 5      | 8        | 1        | 4         | 0         | 4        | 1        | —      | —      | 53   | 7    |
| チェルシー                 | 2002-03  | プレミアリーグ | 38     | 6      | 5        | 1        | 3         | 0         | 2        | 1        | —      | —      | 48   | 8    |
| チェルシー                 | 2003-04  | プレミアリーグ | 38     | 10     | 4        | 1        | 2         | 0         | 14       | 4        | —      | —      | 58   | 15   |
| チェルシー                 | 2004-05  | プレミアリーグ | 38     | 13     | 2        | 0        | 6         | 2         | 12       | 4        | —      | —      | 58   | 19   |
| チェルシー                 | 2005-06  | プレミアリーグ | 35     | 16     | 5        | 2        | 1         | 0         | 8        | 2        | 1      | 0      | 50   | 20   |
| チェルシー                 | 2006-07  | プレミアリーグ | 37     | 11     | 7        | 6        | 6         | 3         | 11       | 1        | 1      | 0      | 62   | 21   |
| チェルシー                 | 2007-08  | プレミアリーグ | 24     | 10     | 1        | 2        | 3         | 4         | 11       | 4        | 1      | 0      | 40   | 20   |
| チェルシー                 | 2008-09  | プレミアリーグ | 37     | 12     | 7        | 3        | 2         | 2         | 11       | 3        | —      | —      | 57   | 20   |
| チェルシー                 | 2009-10  | プレミアリーグ | 36     | 22     | 6        | 3        | 1         | 0         | 7        | 1        | 1      | 1      | 51   | 27   |
| チェルシー                 | 2010-11  | プレミアリーグ | 24     | 10     | 3        | 3        | 0         | 0         | 4        | 0        | 1      | 0      | 32   | 13   |
| チェルシー                 | 2011-12  | プレミアリーグ | 30     | 11     | 5        | 2        | 2         | 0         | 12       | 3        | —      | —      | 49   | 16   |
| チェルシー                 | 2012-13  | プレミアリーグ | 29     | 15     | 4        | 2        | 3         | 0         | 10       | 0        | 4      | 0      | 50   | 17   |
| チェルシー                 | 2013-14  | プレミアリーグ | 26     | 6      | 1        | 0        | 1         | 1         | 11       | 1        | 1      | 0      | 40   | 8    |
| チェルシー                 | 通算     | 通算           | 429    | 147    | 58       | 26       | 34        | 12        | 117      | 25       | 10     | 1      | 648  | 211  |
| マンチェスター・シティ     | 2014-15  | プレミアリーグ | 32     | 6      | 2        | 0        | 1         | 2         | 3        | 0        | —      | —      | 38   | 8    |
| ニューヨーク・シティ       | 2015     | MLS            | 10     | 3      | —        | —        | —         | —         | —        | —        | —      | —      | 10   | 3    |
| ニューヨーク・シティ       | 2016     | MLS            | 19     | 12     | 0        | 0        | —         | —         | —        | —        | 2      | 0      | 21   | 12   |
| ニューヨーク・シティ       | 通算     | 通算           | 29     | 15     | 0        | 0        | —         | —         | —        | —        | 2      | 0      | 31   | 15   |
| 総通算                     | 総通算   | 総通算         | 647    | 193    | 73       | 28       | 51        | 23        | 130      | 29       | 14     | 1      | 915  | 274  |

## 代表歴

### 出場大会
- イングランド代表
  - 2006 FIFAワールドカップ
  - 2010 FIFAワールドカップ
  - 2014 FIFAワールドカップ

### 試合数
- 国際Aマッチ 106試合 29得点（1999年-2014年）[45]

| イングランド代表 | 国際Aマッチ | 国際Aマッチ |
| 年               | 出場        | 得点        |
| ---------------- | ----------- | ----------- |
| 1999             | 1           | 0           |
| 2000             | 0           | 0           |
| 2001             | 3           | 0           |
| 2002             | 3           | 0           |
| 2003             | 9           | 1           |
| 2004             | 13          | 6           |
| 2005             | 9           | 3           |
| 2006             | 13          | 2           |
| 2007             | 9           | 2           |
| 2008             | 6           | 0           |
| 2009             | 10          | 6           |
| 2010             | 7           | 0           |
| 2011             | 7           | 3           |
| 2012             | 3           | 3           |
| 2013             | 10          | 3           |
| 2014             | 3           | 0           |
| 通算             | 106         | 29          |

### 得点
| #   | 開催年月日     | 開催地                                                   | 対戦国         | スコア | 結果         | 試合概要                                |
| --- | -------------- | -------------------------------------------------------- | -------------- | ------ | ------------ | --------------------------------------- |
| 1.  | 2003年8月20日  | イプスウィッチ、ポートマン・ロード                       | クロアチア     | 3-1    | 3-1          | 親善試合                                |
| 2.  | 2004年6月5日   | マンチェスター、シティ・オブ・マンチェスター・スタジアム | アイスランド   | 1-0    | 6-1          | FAサマートーナメント                    |
| 3.  | 2004年6月13日  | リスボン、エスタディオ・ダ・ルス                         | フランス       | 0-1    | 2-1          | UEFA EURO 2004                          |
| 4.  | 2004年6月21日  | リスボン、エスタディオ・ダ・ルス                         | クロアチア     | 2-4    | 2-4          | UEFA EURO 2004                          |
| 5.  | 2004年6月24日  | リスボン、エスタディオ・ダ・ルス                         | ポルトガル     | 2-2    | 2-2 (PK:6-5) | UEFA EURO 2004                          |
| 6.  | 2004年9月4日   | ウィーン、エルンスト・ハッペル・シュターディオン         | オーストリア   | 0-1    | 2-2          | 2006 FIFAワールドカップ・ヨーロッパ予選 |
| 7.  | 2004年10月9日  | マンチェスター、オールド・トラッフォード                 | ウェールズ     | 1-0    | 2-0          | 2006 FIFAワールドカップ・ヨーロッパ予選 |
| 8.  | 2005年3月26日  | マンチェスター、オールド・トラッフォード                 | 北アイルランド | 4-0    | 4-0          | 2006 FIFAワールドカップ・ヨーロッパ予選 |
| 9.  | 2005年10月8日  | マンチェスター、オールド・トラッフォード                 | オーストリア   | 1-0    | 1-0          | 2006 FIFAワールドカップ・ヨーロッパ予選 |
| 10. | 2005年10月12日 | マンチェスター、オールド・トラッフォード                 | ポーランド     | 2-1    | 2-1          | 2006 FIFAワールドカップ・ヨーロッパ予選 |
| 11. | 2006年6月3日   | マンチェスター、オールド・トラッフォード                 | ジャマイカ     | 1-0    | 1-0          | 親善試合                                |
| 12. | 2006年8月16日  | マンチェスター、オールド・トラッフォード                 | ギリシャ       | 2-0    | 4-0          | 親善試合                                |
| 13. | 2007年8月22日  | ロンドン、ウェンブリー・スタジアム                       | ドイツ         | 1-0    | 1-2          | 親善試合                                |
| 14. | 2007年11月21日 | ロンドン、ウェンブリー・スタジアム                       | クロアチア     | 1-2    | 2-3          | UEFA EURO 2008予選                      |
| 15. | 2009年3月28日  | ロンドン、ウェンブリー・スタジアム                       | スロバキア     | 3-0    | 4-0          | 親善試合                                |
| 16. | 2009年6月6日   | アルマトイ、アルマトイ・オルタリク・スタディオン         | カザフスタン   | 0-4    | 0-4          | 2010 FIFAワールドカップ・ヨーロッパ予選 |
| 17. | 2009年6月10日  | ロンドン、ウェンブリー・スタジアム                       | アンドラ       | 2-0    | 6-0          | 2010 FIFAワールドカップ・ヨーロッパ予選 |
| 18. | 2009年9月5日   | ロンドン、ウェンブリー・スタジアム                       | スロベニア     | 1-0    | 2-1          | 親善試合                                |
| 19. | 2009年9月9日   | ロンドン、ウェンブリー・スタジアム                       | クロアチア     | 1-0    | 5-1          | 2010 FIFAワールドカップ・ヨーロッパ予選 |
| 20. | 2009年9月9日   | ロンドン、ウェンブリー・スタジアム                       | クロアチア     | 3-0    | 5-1          | 2010 FIFAワールドカップ・ヨーロッパ予選 |
| 21. | 2011年3月26日  | カーディフ、ミレニアム・スタジアム                       | ウェールズ     | 0-1    | 0-2          | UEFA EURO 2012予選                      |
| 22. | 2011年6月4日   | ロンドン、ウェンブリー・スタジアム                       | スイス         | 1-2    | 2-2          | UEFA EURO 2012予選                      |
| 23. | 2011年11月12日 | ロンドン、ウェンブリー・スタジアム                       | スペイン       | 1-0    | 1-0          | 親善試合                                |
| 24. | 2012年9月7日   | キシナウ、スタディオヌル・ジンブル                       | モルドバ       | 0-1    | 0-5          | 2014 FIFAワールドカップ・ヨーロッパ予選 |
| 25. | 2012年9月7日   | キシナウ、スタディオヌル・ジンブル                       | モルドバ       | 0-2    | 0-5          | 2014 FIFAワールドカップ・ヨーロッパ予選 |
| 26. | 2012年9月11日  | ロンドン、ウェンブリー・スタジアム                       | ウクライナ     | 1-1    | 1-1          | 2014 FIFAワールドカップ・ヨーロッパ予選 |
| 27. | 2013年2月6日   | ロンドン、ウェンブリー・スタジアム                       | ブラジル       | 2-1    | 2-1          | 親善試合                                |
| 28. | 2013年3月23日  | セラヴァッレ、サンマリノ・スタジアム                     | サンマリノ     | 0-5    | 0-8          | 2014 FIFAワールドカップ・ヨーロッパ予選 |
| 29. | 2013年5月29日  | ロンドン、ウェンブリー・スタジアム                       | アイルランド   | 1-1    | 1-1          | 親善試合                                |

## 監督成績
2024年11月28日現在
| クラブ                 | 国               | 就任           | 退任          | 記録 | 記録 | 記録 | 記録 | 記録   |
| クラブ                 | 国               | 就任           | 退任          | 試   | 勝   | 分   | 敗   | 勝率   |
| ---------------------- | ---------------- | -------------- | ------------- | ---- | ---- | ---- | ---- | ------ |
| ダービー・カウンティ   | イングランドの旗 | 2018年5月31日  | 2019年7月4日  | 57   | 24   | 17   | 16   | 042.11 |
| チェルシー             | イングランドの旗 | 2019年7月4日   | 2021年1月25日 | 84   | 44   | 17   | 23   | 052.38 |
| エヴァートン           | イングランドの旗 | 2022年1月31日  | 2023年1月23日 | 44   | 12   | 8    | 24   | 027.27 |
| チェルシー(暫定監督)   | イングランドの旗 | 2023年4月6日   | 2023年5月29日 | 11   | 1    | 2    | 8    | 009.09 |
| コヴェントリー・シティ | イングランドの旗 | 2024年11月28日 |               |      |      |      |      |        |
| 合計                   | 合計             | 合計           | 合計          | 196  | 81   | 44   | 71   | 041.33 |

## タイトル

### 選手時代

#### クラブ
ウエストハム・ユナイテッド
- UEFAインタートトカップ (1999)

チェルシーFC
- プレミアリーグ (2004-05, 2005-06, 2009-10)
- フットボールリーグカップ (2004-05, 2006-07)
- FAカップ (2006-07, 2008-09, 2009-10, 2011-12)
- FAコミュニティ・シールド (2005, 2009)
- UEFAチャンピオンズリーグ (2011-12)
- UEFAヨーロッパリーグ (2012-13)

#### 個人
- FWA年間最優秀選手賞（2004-05）
- UEFA最優秀MF（2007-08）
- PFA年間ベストイレブン（2004, 2005, 2006）
- FIFPro年間ベストイレブン（2005）
- バロンドール投票2位（2005）